# Phanes

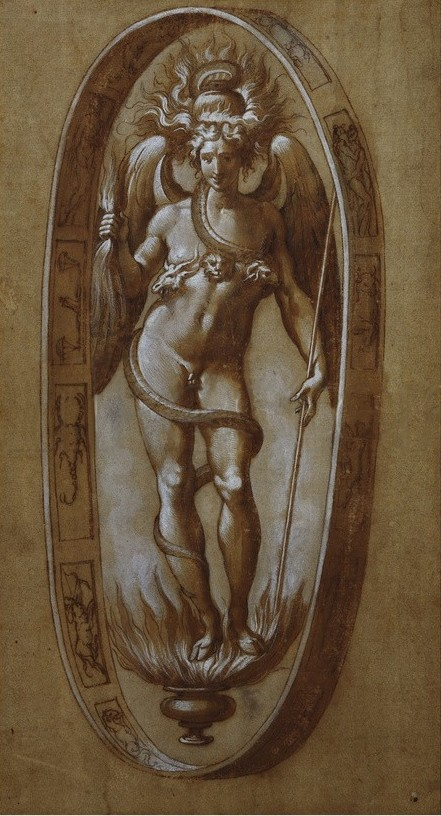
Tekening van Phanes door Francesco de' Rossi

Phanes is een oergod uit het orfisme, een mysteriecultus uit het oude Griekenland. Hij heeft meerdere namen, zoals Eros, Ericepaeus en Protogonos. Er zijn verschillende orfische theogonieën, waarin de precieze beschrijving en rol van Phanes wat verschillen. Hij wordt vaak beschreven als hermafrodiet, stralend, gevleugeld en geboren uit het kosmische ei dat Chronos, eerste god, in de leegte schept. Na de eerste scheppingshandeling van Chronos, is het Phanes die de kosmos verder ordent, waarna hij zijn prominente plaats afstaat aan Nyx ('nacht').